# Chilotherium
Chilotherium ist eine ausgestorbene Gattung der Nashörner und lebte im Oberen Miozän vor 11 bis knapp 5 Millionen Jahren. Sie war in Asien und in Südosteuropa verbreitet. Charakteristische Merkmale waren die kurzen Gliedmaßen und der korpulente Körper. Die Gattung gehörte zu einer Gruppe von Nashornvertretern, die keine Hornbildungen am Schädel aufwiesen. Ihre Anatomie mit den kurzen Beinen aber auch die Gebissmorphologie zeichnet Chilotherium als spezialisierten Grasfresser aus, der in offenen Landschaften lebte. Aufgrund von Klimaveränderungen zu Beginn des Pliozän starb die Gattung aus.

## Merkmale
Chilotherium umfasste mittelgroße bis große Vertreter der Nashörner, die einen kräftig-korpulenten, eher walzenförmigen Körper mit sehr kurzen, aber stämmigen Beinen besaßen. Die kurzen Beine bewirkten, dass der Körper sehr niedrig lag und der Bauch sich nur wenig über dem Erdboden befand. Das Gewicht betrug je nach Art zwischen 1 und 2,5 t.
Der Schädel von Chilotherium war 39 bis 54 cm lang. Dabei war der Schädel deutlich breiter und flacher als beim nahe verwandten Aceratherium und am Hinterhauptsbein charakteristisch aufgesteilt. Dieses wies eine eher rechtwinklige Form auf und besaß einen nur schwach ausgebildeten Hinterhauptswulst mit einer leichten Einschnürung in der Mitte. Das Nasenbein verlief markant gerade und war breit, an den Seiten knickten die Kanten leicht nach unten ein. Insgesamt war es relativ schwach ausgebildet und besaß keine Oberflächenstrukturen, die auf das Vorhandensein eines Hornes schließen lassen. Die Stirnlinie wies durch das aufgesteilte Hinterhauptsbein eine merkliche Sattelung auf. Zwischen Nasenbein und dem Oberkiefer sowie dem Zwischenkieferknochen befand sich ein weiter Nasenraum.

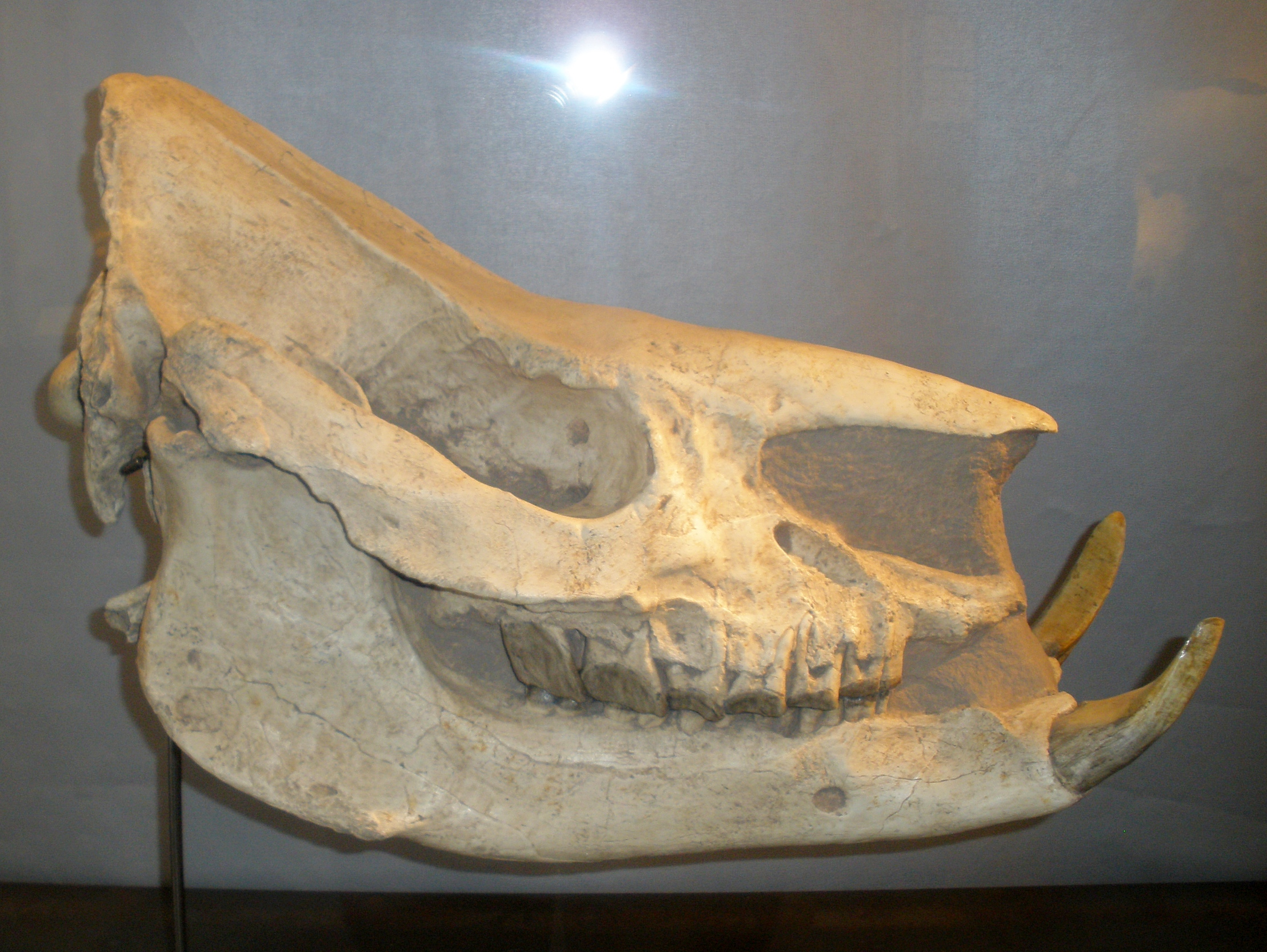
Schädel von Chilotherium

Der Unterkiefer war keilförmig und kräftig gebaut. Er erreichte eine Länge von 34 bis 45 cm. Die Symphyse hatte einen kräftigen Aufbau und reichte bis zum dritten Prämolar. Auch war sie im vorderen Bereich verbreitet, so dass sie ein schaufelartiges Aussehen hatte. Das Gebiss war deutlich reduziert und wies folgende Zahnformel auf: {\displaystyle {\frac {0.0.3.3}{1(2).0.3.3}}}. Das vordere Gebiss bestand demnach nur aus den beiden, jeweils zweiten unteren Schneidezähnen (I2). Diese waren deutlich dolchartig verlängert und ragten schräg nach vorn, wobei sie seitlich ausscherten. Bei größere Arten konnten die Schneidezähne eine Länge von bis zu 12 cm aufweisen. Einige Vertreter von Chilotherium besaßen auch noch die inneren Schneidezähne im Unterkiefer (I1), jedoch markant reduziert. Zur nachfolgenden hinteren Bezahnung bestand ein weites Diastema. Die Prämolaren und Molaren waren sehr hochkronig (hypsodont) ausgebildet, mit einem hohen Anteil an Zahnzement und deutlich gewundenem Zahnschmelzfalten. Zudem waren die Prämolaren vollständig molarisiert und besaßen wie diese einen bilophodonten Aufbau mit zwei querstehenden Zahnschmelzleisten.
Das postcraniale Skelett ist seltener überliefert, allerdings sind die Gliedmaßen mehrfach vollständig gefunden worden. Diese waren deutlich gekürzt und sehr robust und unterschieden sich dadurch von denen der nahe verwandten Gattung Aceratherium mit seinen wesentlich schlankeren Langknochen. Der Oberarmknochen wurde bis zu 33 cm lang, ebenso wie die im Querschnitt dreikantige Elle. Die Speiche zeigte seitlich deutliche Verschmälerungen und war maximal 28 cm lang. Der längste Röhrenknochen war der Oberschenkelknochen mit 39 cm, der seitlich ebenfalls Kompressionen aufwies. Das Schienbein und Wadenbein wurden 28 bzw. 23 cm lang. Die Gliedmaßen endeten jeweils in drei Zehe, wovon jeweils der Mittelstrahl am stärksten ausgebildet war. Die Metapodien erreichten dabei am Vorderfuß 12 und am Hinterfuß 10 cm Länge. Die seitlichen Zehenstrahlen standen schräg ab, wesentlich weiter als bei Aceratherium, und waren auch etwas nach hinten gerichtet.

## Fundorte
Funde von Chilotherium sind relativ häufig, meist handelt es sich aber um isolierte Schädel, Unterkiefer oder Zähne, postcraniale Skelettelemente oder gar vollständigere Skelette sind eher selten. Sehr häufig trat die Nashorngattung in Ostasien auf, wo sie im späten Miozän einer der dominanten Pflanzenfresser innerhalb der Hipparion-Fauna darstellte. Umfangreiche Funde stammen aus dem Linxia-Becken in der chinesischen Provinz Gansu, wo mit Ch. primigenius, Ch. wimani und Ch. anderssoni gleich drei Arten vorkamen. Am häufigsten sind Funde von Ch. wimani, von dem fast 200 Individuen aus einer rottonigen Schicht in der obermiozänen Liushu-Formation stammen. Weitere herausragende Schädelfunde der Art Ch. anderssoni sind aus dem Siziwang-Banner in der Inneren Mongolei, ebenfalls China, bekannt, ebenso wie Funde aus Fugu in der Provinz Shaanxi.
Bedeutende Funde kamen auch in Südasien zu Tage, wo in den Siwaliks in Pakistan und Indien die Arten Ch. persiae und Ch. intermedium auftraten. In verschiedenen Ablagerungen, wie der Chinji-, Nagri- und Dhok-Pathan-Formation, die alle ins Obere Miozän zu stellen sind, wurden zahlreiche Reste gefunden, die weitgehend isolierte Zähne und Unterkieferfragmente umfassen, teilweise aber hervorragend erhalten sind.
Aus Südosteuropa sind vier Arten bekannt, wo sie weitgehend den mediterranen Raum bewohnten. Nachgewiesen sind die Arten Ch. samium, Ch. kiliasi, Ch. kowalevskii und Ch. schlosseri. Bedeutende Funde stammen aus Griechenland, so von der Insel Samos und aus Makedonien, wo gleich mehrere Einzelschädel vorliegen. Weitere bedeutende Funde wurden aus Bulgarien berichtet. Insgesamt ist Chilotherium aber ein recht seltenes Faunenelement im Miozän Europas.

## Paläobiologie
Bei bestimmten Arten der Gattung Chilotherium lässt sich anhand der Schädel- und Gebissmerkmale ein  bei fossilen Nashornvertretern eher seltener diagnostizierbarer Sexualdimorphismus feststellen. So wiesen Bullen der Art Ch. wimani deutlich größere Unterkieferschneidezähne auf, welches die der Kühe nicht nur im Durchschnitt um die doppelte Länge übertrafen, sondern auch markant steiler aufgestellt waren als bei weiblichen Vertretern. Die gemessenen Werte erreichen bei männlichen Tieren im Maximum 12 bei weiblichen 7 cm. Zwischen den beiden Geschlechtern überschneiden sich diese Werte dabei nicht. Auch in der Robustizität der Symphyse gibt es deutliche Unterschiede zwischen den Geschlechtern.
Die hochkronigen Zähne mit hohem Zahnzementanteil und den geschwungenen Schmelzlinien sind ein charakteristisches Merkmal dafür, dass die Vertreter von Chilotherium harte, kieselsäurehaltige Gräser verzehrten (grazing). Darauf weisen auch die Schleifmuster auf den häufig abgekauten Zähnen hin, die eher horizontal abgearbeitet waren und nicht trogartig wie bei Pflanzenfressern mit Spezialisierung auf weiche Pflanzenkost (browsing). Der typische Bau der Zähne wirkte dabei einem zu schnellen Abrieb der Zahnsubstanz entgegen. Die Spezialisierung auf harte Pflanzenkost geht mit den Klimaveränderungen und Ausbreitung der Steppen im späten Miozän einher. Die kurzen Beine stellen dabei eine Anpassung an das Leben in derartigen offenen Landschaften dar. Häufig zeigen sich an den verlängerten Schneidezähnen von Chilotherium Spuren, die darauf schließen lassen, das Chilotherium diese, ähnlich den heutigen asiatischen Nashörnern mit vorhandener vorderer Bezahnung, zur Verteidigung im Territorial- oder Dominanzkampf einsetzten. In einigen Fällen können auch Pathologien am Gebiss in Form von gedrehten oder zusätzlich ausgebildeten Zähnen festgestellt werden.
Die Analyse der fast 200 Individuen von Chilotherium aus der Liushu-Formation im Linxia-Becken ergaben einen erstaunlich hohen Anteil kräftig ausgewachsener Tiere im Alter von 14 bis 32 Jahren, die über zwei Drittel aller Chilotherien-Funde ausmachen, während Jung- und Alttiere eher selten sind. Da die Tiere, die ursprünglich am Ufer eines Sees lebten, alle eines natürlichen Todes starben und keiner Katastrophe zum Opfer fielen, ist unklar, warum so viele ausgewachsene Tiere im Fossilbefund erhalten sind. Über natürliche Feinde von Chilotherium ist wenig bekannt, aufgrund der Größe der Tiere ist anzunehmen, dass es wie die heutigen Nashörner nur selten von Raubtieren angefallen wurde. Ein Schädel aus dem Linxia-Becken weist narbige Strukturen auf, die als wieder verheilte Bisswunden angesehen und auf eine Konfrontation mit einem großen Beutegreifer, eventuell mit der hier ebenfalls nachgewiesenen hyänenähnlichen und bis zu 380 kg schweren Dinocrocuta, zurückgeführt werden.

## Systematik
Chilotherium ist eine Gattung aus der Familie der Nashörner (Rhinocerotidae) und gehört innerhalb der Gruppe zur Unterfamilie der Aceratheriinae. Innerhalb dieser bildet sie einen Teil der Tribus der Aceratheriini, denen die Teleoceratini gegenüberstehen. Die nächstverwandten Gattungen von Chilotherium können mit Aceratherium und Shansirhinus benannt werden. Die Aceratheriini sind allgemein durch das Fehlen der Hörner gekennzeichnet, auch wenn einige Gattungen ein sehr kleines Horn aufwiesen. Weiter sind sie durch kurze Beine und damit verbundenem schwerfälligen Gang charakterisiert. Die Kürzung der Beine und die damit entstandene niedrige Körper- und Kopflage hängt wahrscheinlich mit der Umstellung dieser Nashorngruppe auf Grasnahrung zusammen, womit es den Tieren möglich war, den Boden zur Nahrungsaufnahme zu erreichen. Im Gegensatz zu den moderneren Rhinocerotinae, zu denen auch die heutigen Nashörner zählen, entwickelten sie bei der Spezialisierung auf Grasnahrung kein verlängertes Hinterhauptsbein, was eine sehr tiefe Kopfhaltung wie beim Breitmaulnashorn (Ceratotherium simum) verursacht, sondern behielten eine eher horizontale Lage des Schädels bei.
Insgesamt wurden im Laufe der Zeit mehr als 30 verschiedene Arten von Chilotherium beschrieben, anerkannt werden davon heute zund ein Dutzend. Weiterhin gibt es einzelne  Untergattungen, die neben  Chilotherium auch Eochilotherium umfassen.
- Ch. anderssoni Ringström, 1924
- Ch. haberi (Schlosser, 1903)
- Ch. kiliasi (Geraads & Koufos, 1990)
- Ch. kowalevskii (Pavlov, 1913)
- Ch. licenti Sun, Li & Deng, 2018
- Ch. persiae (Pohlig, 1885)
- Ch. primigenius Deng, 2006
- Ch. samium (Weber, 1905)
- Ch. schlosseri (Weber, 1905)
- Ch. wimani Ringström, 1924
- Ch. xizangensis Ji, Xu & Huang, 1980

Die Gattung Chilotherium wurde von Torsten Ringström anhand von Fundmaterial aus dem nördlichen China 1924 erstmals beschrieben. Zuvor waren bereits mehrere Vertreter von Chilotherium vorgestellt worden, die jedoch zumeist in die verwandte Gattung Aceratherium oder in die moderne Gattung Rhinoceros eingereiht gewesen waren. Eine letzte größere Revision von Chilotherium wurde 2006 vorgenommen. Nicht berücksichtigt wurde dabei die der Art Ch. schlosseri nahestehende Form Ch. orlovi aus Kasachstan. Die europäischen Funde erhielten im Jahr 2022 eine Bestandsprüfung. Dagegen wurden aus Afrika beschriebene Chilotherium-Funde aufgrund abweichender Schädelmerkmale von Dirk Albert Hooijer im Jahr 1971 zu Chilotheridium verwiesen. Einige Formen wie Ch. intermedium und Ch. pygmaeum gehören heute zur Gattung Subchilotherium, welche manchmal aber noch als Untergattung von Chilotherium gilt. Andererseits werden Ch. kiliasi und Ch. samium zur Untergattung Eochilotherium verwiesen, die einige Autoren als eigenständige Gattung einstufen. In einem ähnlichen Kontext stehen wahrscheinlich auch Ch. wimani und Ch. primigenius.

## Stammesgeschichte
Chilotherium trat erstmals zu Beginn des Oberen Miozän vor rund 11 Millionen Jahren in Ostasien auf, der älteste Vertreter ist das relativ kleine und urtümliche Ch. primigenius aus der Liushu-Formation im Linxia Becken. Möglicherweise trat die Gattung schon vor 15 Millionen Jahren auf, doch sind diese Einzelfunde aus den nordchinesischen Regionen Xinjiang und Hebei nicht sicher zuweisbar. Nachfolgend breitete sich der Nashornvertreter über weite Teile Asiens aus und nahm auch an Körpergröße deutlich zu. Im südöstlichen Europa erschien er erstmals vor 9 Millionen Jahren. Die hier vorkommenden Arten sind meist sehr groß, wobei der jüngste Vertreter, Ch. schlosseri nicht nur die größte Art war, sondern auch die höchsten Zahnkronen aufwies. Vor etwa 5 Millionen Jahren, im beginnenden Pliozän starb Chilotherium im Zuge von Klimaveränderungen hin zu kühleren Klimabedingungen aus.